# 460 (číslo)
Čtyři sta šedesát je přirozené číslo. Následuje po číslu čtyři sta padesát devět a předchází číslu čtyři sta šedesát jedna. Římskými číslicemi se zapisuje CDLX a řeckými číslicemi υξ.

## Matematika
460 je:
- Abundantní číslo
- Složené číslo
- Nešťastné číslo

## Astronomie
- (460) Scania je planetka hlavního pásu, kterou objevil v roce 1900 Max Wolf

## Roky
- 460
- 460 př. n. l.